# Melanagromyza neotropica
Melanagromyza neotropica är en tvåvingeart som beskrevs av Spencer 1963. Melanagromyza neotropica ingår i släktet Melanagromyza och familjen minerarflugor. Inga underarter finns listade i Catalogue of Life.